# Zdobycie Moskwy przez Tochtamysza
Zdobycie Moskwy przez Tochtamysza – zajęcie miasta 27 sierpnia 1382 r. w trakcie wojen rusko-tatarskich.

## Dojście do władzy Tochtamysza
W roku 1377 po objęciu przez Tochtamysza rządów w Białej Ordzie nastąpił okres jednoczenia państwa i konflikt ze Złotą Ordą Mamaja. Wykorzystując osłabienie rywala po bitwie na Kulikowym Polu, Tochtamysz zebrał w roku 1380 silną armię tatarską, po czym rozbił siły Mamaja w wielkiej bitwie nad Kałką (1380). Po klęsce Mamaj uszedł na Krym, gdzie został wkrótce zamordowany. Zwycięski Tochtamysz zjednoczył całą Złotą Ordę, stając się poważnym zagrożeniem dla Rusinów.

## Ucieczka Dymitra z miasta
Kolejnym celem Tochtamysza stało się podporządkowanie Rusi. Zwycięzca z Kulikowego Pola Dymitr Doński odrzucił żądania władcy. Niektóre regiony z obawy przed potęgą Ordy zgodziły się jednak na trudne warunki postawione przez władcę Ordy. W tej sytuacji koalicja antytatarska rozpadła się, osłabiając całą Ruś. Latem 1382 r. Tochtamysz zebrał armię 40–50 tys. wojowników i skierował się na Moskwę. Po drodze do armii tatarskiej dołączyły się też wojska Wasyla Dymitrowicza Kiridiapy, księcia niżnonowogrodzko-suzdalskiego. Siły Rusinów wynosiły zaledwie 10 tys. ludzi, a w szeregach dowódczych stale dochodziło do nieporozumień. Widząc niewielką chęć pomocy ze strony innych książąt, Dymitr zdecydował się ujść ze swoimi wojskami do Kostromy. Po ucieczce księcia, władzę w Moskwie przejął metropolita Cyprian, który także zbiegł z miasta, kierując się do Tweru. W opuszczonym przez władcę mieście doszło wkrótce do grabieży i rozruchów na tle społecznym. W trakcie rozruchów do Moskwy przybył książę litewski Ostej (Ościk), wysłany rzekomo przez Dymitra. Ostej stłumił rozruchy, przystępując do zorganizowania obrony miasta. Rozpoczęto budowę fortyfikacji, kopanie fos, uzbrajanie mieszczan i bojarów. Ludność miasta liczyła wówczas 30–40 tysięcy, z których kilka tysięcy zbiegło przed pojawieniem się Ordy.

## Zdobycie miasta

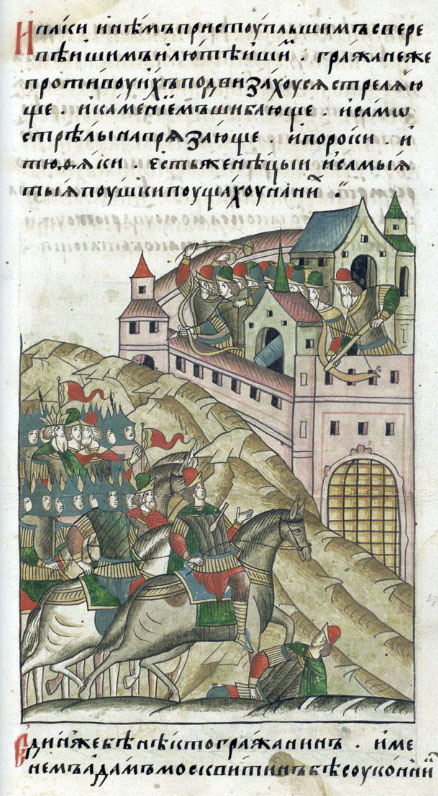
Tochtamysz u bram Moskwy, 1382

Tymczasem Tochtamysz na czele swojej armii przekroczył Okę, paląc po drodze Sierpuchow. Następnie Tatarzy ruszyli na Moskwę, grabiąc i paląc po drodze osiedla i wsie, a ludzi porywając w jasyr. Dnia 23 sierpnia 1382 r. armia Tochtamysza pojawiła się pod Moskwą. W szeregach Tatarów znajdowało się wielu weteranów bitwy kulikowskiej, poza tym armia Ordy była znacznie lepiej uzbrojona. Tymczasem w mieście nastąpiło wyraźne rozprężenie. Mieszkańcy upijali się, szydząc z Tatarów i obrzucając ich obelgami zza miejskich murów. 24 sierpnia Tatarzy przypuścili szturm, ostrzeliwując miasto gradem strzał i zabijając wielu ludzi. Próbujących wdrapać się na mury po drabinach przeciwników zrzucano, wylewając na nich wrzątek, ostrzeliwując z łuków, lekkich dział (tiufiaków), miotając kamienie. Szturmy trwały trzy dni, nie przynosząc rozstrzygnięcia. Czwartego dnia Tatarzy uciekli się do podstępu. Zapewnili ludności życie, tłumacząc, że chan zamierza jedynie wstąpić ze swoją świtą do miasta i nie czuje wrogości do mieszczan, jedynie do nieobecnego Dymitra. Tatarzy poprosili o wyjście przed bramę ludności z podarkami dla chana. Pomimo że wielu mieszczan obawiało się spełnić prośbę Tatarów, wymuszono w końcu na Osteju otwarcie bramy, przez którą wyszło wielu mieszkańców. Gdy tylko to nastąpiło, ludzie ci zostali otoczeni przez Tatarów, którzy rozpoczęli masakrę. Pierwszy padł Ostej. W trakcie rzezi główne siły Tochtamysza wdarły się przez bramy i na mury, nie napotykając oporu. Doszło do kolejnej rzezi, tym razem na ulicach i w domach. Wielu ludzi zabito w cerkwiach, gdzie schronili się szukając pomocy. Tatarzy mordowali i grabili całe miasto. Zginęli m.in. archimandryci cerkwi św. Spasa. Wielu ludzi wywleczono z miasta i utopiono w rzece Moskwie. Rzeź ustała dopiero wieczorem. Według różnych źródeł zginęło od 12 do 24 tys. mieszkańców, wielu ludziom udało się jednak zbiec, innych wzięto w jasyr. Moskwa została splądrowana i spalona.

## Po bitwie
Po zdobyciu miasta Tatarzy z całą zaciętością rozprawili się z pozostałymi grodami ruskimi. Grabiąc, paląc i zabijając, armia Tochtamysza przetoczyła się przez ziemie Rusi. W pobliżu Wołoki część armii natrafiła jednak na silną armię księcia sierpuchowskiego Włodzimierza Andriejewicza. Tatarzy wyraźnie zlekceważyli przeciwnika, a w bitwie nad Wołoką zostali rozgromieni, tracąc kilka tysięcy wojowników. Na wieść o tym Tochtamysz zarządził odwrót, zdobywając po drodze Kołomnę. Jesienią 1382 r. Tatarzy powrócili do swoich domów. 